# الدوري الوطني
 أندية الدوري الوطني لكرة القاعدة للمُحترفين، المعروف اختصارًا باسم الدوري الوطني (NL)، هو أقدم من الدوري الأمريكي والاثنان يُشكلان دوري كرة القاعدة الرئيسي (MLB) في الولايات المتحدة وكندا، وأقدم دوري للمُحترفين حاليًا. تأسس في 2 فبراير، عام 1876، ليحل محل الرابطة الوطنية لمحترفي كرة القاعدة، ويسمى أحيانًا بالدوري الكبير، نسبةً للدوري الأمريكي الذي تأسس بعده بـ25 عامًا. الدّوريان لديهما حاليًا 15 فريقًا. بطلا الدوريان لعام 1903 نظّموا مباراة افتتاحية ضدّ بعضهم البعض لـبطولة العالم. بعد عام 1904 بطلا الدوريان فشلا في التوصل إلى اتفاق مماثل، فالدوريان نظّما بطولة العالم كاتفاق فيما بينهم. فازت فرق الدوري الوطني 48 مباراة من أصل 112 مباراة من مبارايات بطولة العالم المنعقدة من عام 1903 حتى عام 2016. بطل الدوري الوطني لعام 2016 هو شيكاغو كابز.
الدوري الوطني لم يَتبنى قاعدة الضارب المخصص على عكسالدوري الأمريكي الذي فعّلها في عام 1973.
عنّدما يَحتل فريقان المركز الأوّل، يتم إجراء مباراة فاصلة بينهما.

## التاريخ

### التأسيس
في عام 1875،  كانت الرابطة الوطنية لمحترفي كرة القاعدة ضعيفة إلى حد خطير. عانت من عدم وجود سلطة قوية على الأندية وجداول غير خاضعة للرقابة وأعضاء غير مستقرين وبهيمنة فريق واحد (بوسطن ريد سوكس) ورسم دخول منخفض للغاية (10 دولار) لم يُعطي للأندية أي سبب لتلتزم بالقواعد عندما لا تُناسبها.
المباراة الأولى في تاريخ الدوري الوطني لُعبت في 22 أبريل 1876، في فيلادلفيا في شارع جيفرسون، بين فيلادلفيا أثلاتكس ونادي بوسطن لكرة القاعدة. بوسطن فاز المباراة 6-5.

## الفِرق

### «الثمانية الكلاسيكية»
تأسست الفرق الثمانية في عام 1900 وظلت دون تغيير خلال عام 1952. جميع النوادي ما تزال في الدوري، من بينهم خمس فِرق من نفس المدينة.
- بوسطن بيين إترز (سُمي في وقت لاحق بـ بوسطن برايفز، ثمّ ميلووكي برايفز والآن أتلانتا برايفز)
- بروكلين سوبربز (و سُمي في وقت لاحق بـ بروكلين دودجرز والآن لوس انجليس دودجرز)
- شيكاغو أورفنز (الآنشيكاغو كابز)[1]
- سينسيناتي ريدز
- نيويورك دجاينتس (الآن سان فرانسيسكو دجاينتس)
- فيلادلفيا فيليز
- بيتسبرغ بايرتس
- سانت لويس كاردينلز

### مُلخص الإنتقالات وإعادة التسمية 1953-الآن
- 1953: بوسطن برايفز  [لغات أخرى]‏ انتقل إلى ميلووكي
- 1958: بروكلين دودجرز  [لغات أخرى]‏ انتقال إلى لوس انجلوس ونيويورك دجاينتس  [لغات أخرى]‏ انتقال إلى سان فرانسيسكو.
- 1962: هيوستن كولت الخمسة والأربعون و تأسيس نيويورك ميتس
- 1965: هيوستن كولت الخمسة والأربعون سُمي بـ أستروس
- 1966: ميلووكي برايفز انتقال إلى أتلانتا
- 1969: مونتريال إكسبوز و تأسيس سان دييغو بادريس
- 1993: كولورادو روكيز وتأسيس فلوريدا مارلينز
- 1998: تأسيس أريزونا ديموندبكس
- 1998: ميلووكي برويرز نُقل إلى الدوري الأمريكي. (قبل موسم 1998 الدوري الأمريكي والدوري الوطني كلاهما أضافا الفريق الخامس عشر. لأن بعدد فردي من الفرق، يُمكن فقط جدولة سبع مبارايات في كلّ دوري في أي يوم. وبهذا سيكون هناك فريق واحد من كلّ نادي عاطلًا في أي يوم، أو يجب أن تكون هناك مباراة إنترليق واحدة على الأقل تقريبًا كل يوم. وهذا من شأنه يجعل من الصعب الجدولة. و لتجنب هذه المشكلة، ميلووكي وافق على تغيير الدوري.)
- 2005: مونتريال إكسبوز نُقل بأمر من الدوري الرئيسي إلى واشنطن العاصمة وسُمي واشنطن ناشينولز.
- 2012: فلوريدا مارلين سُمي ميامي مارلينز.
- 2013: هيوستن أستروس انتقل إلى الدوري الأمريكي الغربي. (مباراة إنترليق توسّعت لتُلعب طوال الموسم لاستيعاب الفِرق الخمسة عشر في كل دوري.)

## الفرق الحالية
| القسم/المنطقة | الفريق                                          | سنة التأسيس | سنة الإنضمام | الولاية/الملعب                                       |
| ------------- | ----------------------------------------------- | ----------- | ------------ | ---------------------------------------------------- |
| الشرق         | أتلانتا برايفز (Atlanta Braves (ATL             | 1871        | 1876         | جورجيا (ولاية أمريكية) كمبرلاند، جورجيا ملعب سن ترست |
| الشرق         | ميامي مارلينز (Miami Marlins (MIA               | 1993        | 1993         | فلوريدا ميامي ملعب مارلينز                           |
| الشرق         | نيويورك ميتز (New York Mets (NYM                | 1962        | 1962         | نيويورك (ولاية) نيويورك・كوينز ملعب سيتي             |
| الشرق         | فيلادلفيا فيليز (Philadelphia Phillies (PHI     | 1883        | 1883         | بنسيلفانيا فيلادلفيا (بنسيلفانيا) ملعب سيتيزنز بانك  |
| الشرق         | واشنطن ناشيونلز (Washington Nationals (WSH      | 1969        | 1969         | واشنطن العاصمة ملعب ناشينولز                         |
| الوسط         | شيكاغو كابز (Chicago Cubs (CHC                  | 1870        | 1876         | إلينوي شيكاغو فريندلي كونفاينز                       |
| الوسط         | سينسيناتي ريدز (Cincinnati Reds (CIN            | 1882        | 1890         | أوهايو سينسيناتي (أوهايو) ملعب أمريكا العظيم للكرة   |
| الوسط         | ميلووكي برويرز (Milwaukee Brewers (MIL          | 1969        | 1998         | ويسكونسن ميلواكي (ويسكونسن) ملعب ميلر                |
| الوسط         | بيتسبرغ بايرتس (Pittsburgh Pirates (PIT         | 1882        | 1887         | بنسيلفانيا بيتسبرغ (بنسيلفانيا) PNC ملعب             |
| الوسط         | سانت لويس كاردينلز (St. Louis Cardinals (STL    | 1882        | 1892         | ميزوري سانت لويس (ميزوري) ملعب بوش الثالث            |
| الغرب         | أريزونا دياموندباكس (Arizona Diamondbacks (ARI  | 1998        | 1998         | أريزونا فينيكس (أريزونا) ملعب تشايس                  |
| الغرب         | كولورادو روكيز (Colorado Rockies (COL           | 1993        | 1993         | كولورادو دنفر (كولورادو) ملعب كورز                   |
| الغرب         | لوس أنجيليس دودجرز (Los Angeles Dodgers (LAD    | 1883        | 1890         | كاليفورنيا لوس أنجلوس ملعب دوجرز                     |
| الغرب         | سان دييغو بادريس (San Diego Padres (SD          | 1969        | 1969         | كاليفورنيا سان دييغو (كاليفورنيا) ملعب بتكو          |
| الغرب         | سان فرانسيسكو دجاينتس (San Francisco Giants (SF | 1883        | 1883         | كاليفورنيا سان فرانسيسكو AT&T ملعب                   |

## حاشية
1. ↑  "Chicago Cubs Franchise Timeline" en (بالإنجليزية). Archived from the original on 2017-10-17. Retrieved 2020-01-28. {{استشهاد ويب}}: الوسيط غير صالح |script-title=: بادئة مفقودة (help)